# Auditorium Parco della Musica
Het gebouw Auditorium Parco Della Musica staat in Rome en is ontworpen door de Italiaanse architect Renzo Piano. In 1995 begon men met de bouw waarna het uiteindelijk in 2002 geopend werd. De Accademia Nazionale di Santa Cecilia is in het gebouw gehuisvest.